# Волдо та Корпорація «Магія»
Волдо та Корпорація «Магія» (англ. Waldo & Magic, Inc.) — омнібус з 2 романів Роберта Гайнлайна опублікована в 1950 році американським видавництвом «Doubleday».

## Зміст
| Назва              | назва                      | рік  |
| ------------------ | -------------------------- | ---- |
| Волдо              | Astounding Science Fiction | 1942 |
| Корпорація «Магія» | Unknown                    | 1940 |